# Nihonogomphus lieftincki
Nihonogomphus lieftincki är en trollsländeart som beskrevs av Chao 1954. Nihonogomphus lieftincki ingår i släktet Nihonogomphus och familjen flodtrollsländor. Inga underarter finns listade i Catalogue of Life.